# Antwerpse Diamantbank
De Antwerpse diamantbank (ADB) was een kleine bank, opgericht in 1934 door Comptoir Diamantaire Anversois S.A., die zich exclusief specialiseerde in financiële dienstverlening ten behoeve van de diamantsector. Het was de tweede grootste diamantbank ter wereld, na de International Diamond and Jewelry Group, een filiaal van ABN AMRO. Naast zijn hoofdzetel in Antwerpen had de bank kantoren in traditionele en opkomende diamantsteden, zoals Dubai, Genève, Hongkong, Bombay en New York. In 1999 werd KBC meerderheidsaandeelhouder na overname van de aandelen van Generale Bank and Bank Brussel Lambert. In 2002 verwierf KBC de overige aandelen.
ADB stelde op het hoogtepunt wereldwijd ongeveer 180 mensen te werk, van wie 125 in de hoofdzetel in Antwerpen.
ADB was een filiaal van KBC Bank. Door de overheidssteun van de Belgische en de Vlaamse overheid in volle economische crisis in 2008 en het daaraan gekoppelde herstructureringsakkoord met de Europese Unie, werd KBC verplicht om enkele filialen te verkopen, waaronder ADB (naast Fidea en Centea).
Nadat de vooropgezette verkoop aan de Chinese Yinren Group niet door kon gaan, maakte KBC in september 2014 bekend dat het de kredietdossiers en activiteiten van Antwerpse Diamantbank (ADB) geleidelijk en op geordende wijze zou gaan afbouwen waarna alle overblijvende activiteiten opgeslorpt worden door KBC.